# Царёв, Алексей Сергеевич
Алексей Сергеевич Царёв (род. 29 января 1925) ― советский и российский хозяйственный деятель, участник Великой Отечественной войны, первый секретарь Карсунского районного комитета КПСС (1966—1976), почётный гражданин Ульяновской области.

## Биография
Алексей Сергеевич Царёв родился 29 января 1925 года в рабочем посёлке Новоспасское Ульяновской области в русской семье рабочих. Завершил обучение в восьмилетней школе в 1941 году. В 1942 году окончил школу фабрично-заводского обучения в городе Сызрани. В этом же году был направлен на работу слесарем по ремонту котлов паровозов в паровозное депо сначала Самарскую, а затем в Оренбургскую области. В 1943 году мобилизован в ряды Советской Армии. Участник Великой Отечественной войны. Прошёл двухмесячные курсы в Южноуральском пулеметном училище в городе Благовещенске Башкирской АССР. Воевал в должности командира взвода стрелкового полка на 1-м Украинском фронте. В бою, 2 января 1944 года близ города Кагарлык, получил тяжёлое ранение. После излечения в госпитале был направлен на 3-й Белорусский фронт, воевал в разведке. 2 февраля 1945 года, на подступах к Кенигсбергу опять получил ранение. Победу встретил в госпитале в городе Дзержинске Горьковской области. Стал инвалидом третьей группы.
Вернувшись с фронта, приступил к трудовой деятельности. С 1946 года стал работать в должности инспектора Новоспасского райкультпросветотдела, затем был избран 2-м секретарём Новоспасского райкома комсомола, позже его избрали секретарём в Новоспасском райкоме КПСС. С 1965 по 1966 годы работал в должности председателя Новоспасского райисполкома. В 1966 году его избрали на должность первого секретаря Карсунского райкома КПСС. С 1976 по 1985 годы работал в областном центре, начальником управления издательств, полиграфии и книжной торговли Ульяновского облисполкома.
Активный участник общественной жизни Ульяновской области и города Ульяновска. Избирался депутатом областного Совета депутатов трудящихся. Занесён в Золотую книгу Почёта области в 2004 году.
Решением депутатов Законодательного Собрания Ульяновской области удостоен звания «Почётный гражданин Ульяновской области».
Проживал в городе Ульяновске.

## Награды и звания
- Орден Отечественной войны I степени
- Орден Красной Звезды
- Орден Трудового Красного Знамени
- два ордена Знак Почёта
- Медаль «За победу над Германией в Великой Отечественной войне 1941—1945 гг.»
- Медаль «За трудовую доблесть»
- Медаль «В ознаменование 100-летия со дня рождения Владимира Ильича Ленина» (2000)
- другими медалями

- Почётный гражданин Ульяновской области.